# محمود صابر
محمود صابر (مواليد 29 يوليو 2001) هو لاعب كرة قدم مصري يلعب في مركز خط الوسط المهاجم في نادي بيراميدز.